# Antoni Angelowicz

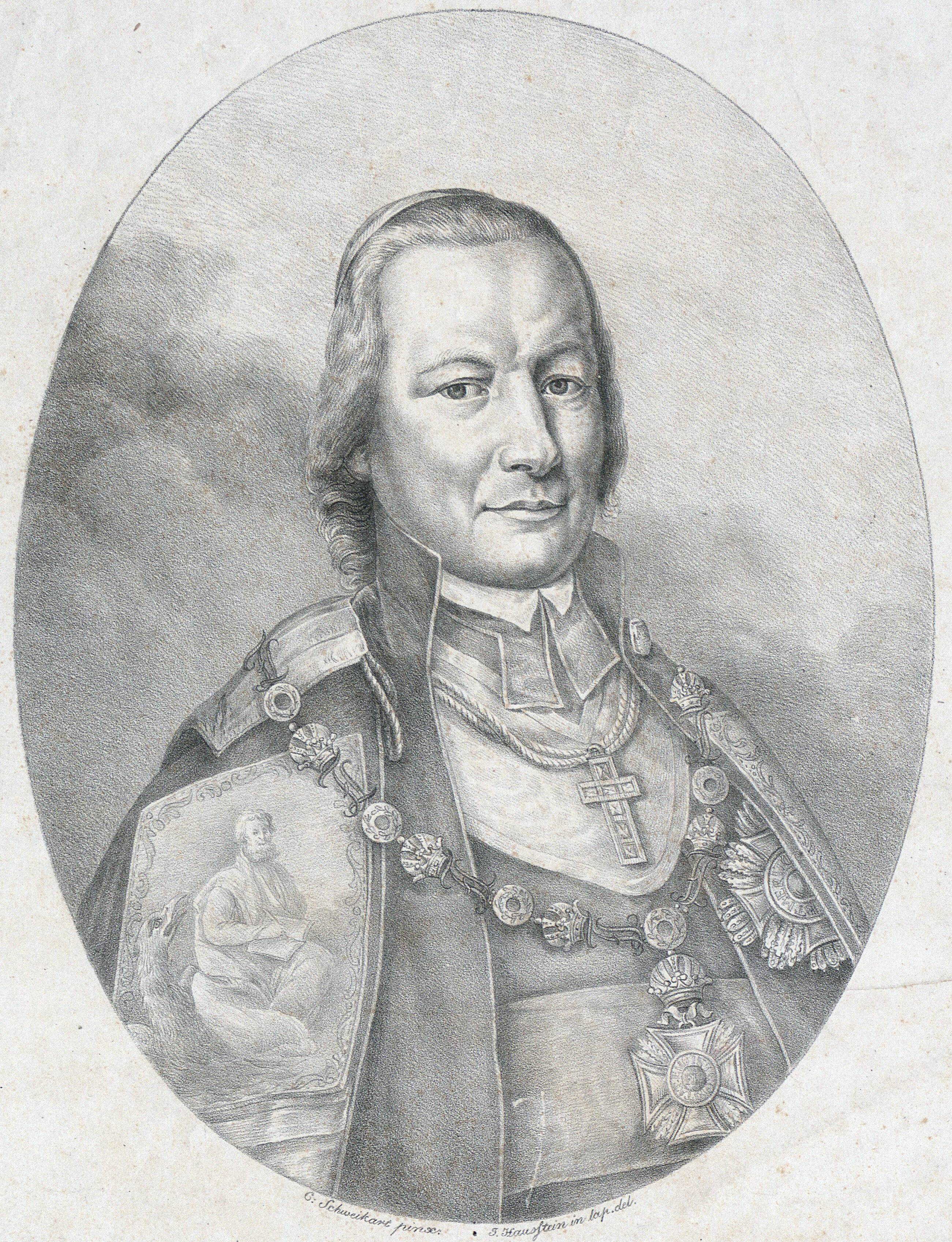
Antoni Angelowicz, Metropolit von Lemberg (1808–1814)

Antoni Angelowicz (ukrainisch Антін Ангелович, polnisch Anton Anhełłowycz) (* 13. April 1759 in Hryniw, Galizien; † 6. Juni 1814 in Lemberg) war ein ukrainischer katholischer Theologe und Bischof der ukrainischen griechisch-katholischen Kirche, welcher von 1796 bis 1808 Bischof von Przemyśl und anschließend bis zu seinem Tod erster Metropolit von Lemberg war.

## Leben
Antoni Angelowicz stammte aus Galizien und wurde auf der Lemberger Akademie, die von Jesuiten geleitet wurde, vorgebildet. Danach setzte er seine Ausbildung am Konvikt für Adlige fort und begann eine 16-jährige Tätigkeit in einer Ordinariatskanzlei. Außerdem studierte er Theologie und Philosophie am griechisch-katholischen Generalseminar in Wien.
1780 wurde Angelowicz am Seminar, das in diesem Jahr nach Lemberg umzog, Professor. Drei Jahre später wurde er zum Rektor befördert, womit er Oberhaupt der griechisch-unierten Studenten aus Ungarn, Galizien und Siebenbürgen wurde. 1784 wurde er Gubernialrat, als zur Klosterauflösung eine Liquidationskommission berufen worden war, und repräsentierte ab 1789 die theologischen Studien bei der Studienhofkommission, die anlässlich einer Studienplanänderung gebildet worden war.
Angelowicz wurde am 14. Februar 1796 zum Bischof von Przemyśl durch Vazynsky von Chełm geweiht. Am 25. September 1808 wurde er erster Metropolit von Halytsch, sein Sitz war in Lemberg.
Weil Angelowicz sich weigerte, den Aufruf der polnischen Truppen aus Warschau, der sich dafür einsetzte, dass die Region von Österreich unabhängig werde, zu unterschreiben und zu verbreiten, wurde er inhaftiert. Er floh und erhielt für seinen Patriotismus 1809 das Großkreuz des Österreichisch-kaiserlichen Leopold-Ordens.
Das Bischofsamt hatte Angelowicz bis zum 6. Juni 1814, seinem Todestag inne.

## Leistungen
Angelowicz regulierte die Diözesen Lemberg und Przemyśl und richtete sie ein. Diese Änderung bestand noch Mitte des 19. Jahrhunderts. Für die Bibliothek des Lemberger Kapitels stiftete er 8000 Bücher und verschenkte die erzbischöflichen Insignien, die er für 30000 Gulden erkauft hatte. Ferner kaufte er die Starostei Halytsch für 96000 Gulden, woraufhin er sie der Lemberger Metropolie schenkte. Allerdings starb er, bevor er den vollen Kaufpreis zahlen konnte. Franz II. bezahlte für ihn die verbliebene Hälfte des Preises.

## Veröffentlichungen
Angelowicz verfasste die Übersetzung einer Flugschrift in die polnische Sprache: Kto jest zaczenpną stroną, Austrya lub Francya? (1809).